# Daubeuf-près-Vatteville
Daubeuf-près-Vatteville település Franciaországban, Eure megyében. Lakosainak száma 460 fő (2022. január 1.). Daubeuf-près-Vatteville Connelles, Herqueville, Heuqueville, Muids, La Roquette és Vatteville községekkel határos.

## Népesség
A település népességének változása:
| Lakosok száma | 337  | 307  | 393  | 461  | 486  | 476  | 468  | 464  | 461  | 460  |
|               | 1968 | 1982 | 1990 | 2006 | 2013 | 2015 | 2017 | 2019 | 2020 | 2022 |